# Copa do Brasil de Futebol Feminino 2010
Der Wettbewerb um die Copa do Brasil de Futebol Feminino 2010 war die vierte Austragung des nationalen Verbandspokals im Frauenfußball der Confederação Brasileira de Futebol (CBF) in Brasilien. Pokalsieger wurde der Duque de Caxias FC in Kooperation mit CEPE-Caxias aus Duque de Caxias im Bundesstaat Rio de Janeiro.
Der Pokalsieg war mit der Qualifikation zur Copa Libertadores Femenina 2011 verbunden.

## Modus
Der Wettbewerb wurde in einem Rundenturnier ausgetragen, den die teilnehmenden zweiunddreißig Vereine im K.-o.-System bestreiten mussten. Jede Runde wurde ein Hin- und Rückspiel gespielt, in denen die Auswärtstorregelung galt. Hatte aber eine Gastmannschaft das Hinspiel mit einer Differenz von mindestens drei Toren gewonnen, ist das Rückspiel zu ihren Gunsten entfallen. Dies galt nur für die erste Runde.

## Teilnehmende Vereine
| Bundesstaat         | Verein                                              | Qualifikation              |
| ------------------- | --------------------------------------------------- | -------------------------- |
| Acre                | AD Amazônia                                         | Staatsmeister 2009         |
| Alagoas             | EC Alagoas                                          | Staatsmeister 2009         |
| Amapa               | São Raimundo EC                                     | Staatsmeister 2009         |
| Amazonas            | Oratório RC                                         | Staatsmeister 2009         |
| Bahia               | São Francisco EC                                    | Staatsmeister 2009         |
| Ceará               | Fortaleza EC                                        | Staatsmeister 2009         |
| Distrito Federal    | ASCOOP                                              | Staatsmeister 2009         |
| Espírito Santo      | Vila Nova FC                                        | Staatsmeister 2009         |
| Goiás               | Aliança FC                                          | Staatsmeister 2009         |
| Maranhão            | Internacional                                       | Staatsmeister 2009         |
| Mato Grosso         | Mixto EC                                            | Staatsmeister 2009         |
| Mato Grosso do Sul  | EC Comercial                                        | Staatsmeister 2009         |
| Minas Gerais        | Atlético Mineiro                                    | Staatsmeister 2009         |
| Minas Gerais        | AER Iguaçu                                          | Staatsmeister-Vize 2009    |
| Pará                | Pinheirense EC                                      | Staatsmeister 2009         |
| Paraíba             | Botafogo FC (PB)                                    | Staatsmeister 2009         |
| Paraná              | Foz Cataratas FC                                    | Staatsmeister 2009         |
| Pernambuco          | Acadêmica Vitória                                   | Staatsmeister 2009         |
| Piauí               | SE Tiradentes                                       | Staatsmeister 2009         |
| Rio de Janeiro      | Volta Redonda FC                                    | Staatsmeister 2009         |
| Rio de Janeiro      | Duque de Caxias FC (in Kooperation mit CEPE-Caxias) | Staatsmeister-Vize 2009    |
| Rio Grande do Norte | Potiguar EC                                         | Staatsmeister 2009         |
| Rio Grande do Sul   | Guaíba FC                                           | Staatsmeister 2009         |
| Rio Grande do Sul   | GEPOL                                               | Staatsmeister-Vize 2009    |
| Rondônia            | SC Genus                                            | Staatsmeister 2009         |
| Roraima             | Atlético Roraima                                    | Staatsmeister 2009         |
| Santa Catarina      | AE Kindermann                                       | Staatsmeister 2009         |
| São Paulo           | Botucatu FC                                         | Staatsmeister 2009         |
| São Paulo           | Santos FC                                           | Staatsmeister-Vize 2009    |
| São Paulo           | AA Francana                                         | Staatsmeister-Dritter 2009 |
| Sergipe             | Sociedade Boca Júnior FC                            | Staatsmeister 2009         |
| Tocantins           | AA Atenas                                           | Staatsmeister 2009         |

## Erste Runde
Spielaustragungen zwischen dem 26. August und 2. September 2010.
|                          | Gesamt          |                         | Hinspiel | Rückspiel |
| ------------------------ | --------------- | ----------------------- | -------- | --------- |
| AD Amazônia              | 1:5             | São Raimundo EC         | 1:5      | ---       |
| Atlético Roraima         | 2:2 (2:0 i. E.) | Oratório RC             | 2:0      | 0:2       |
| SC Genus                 | 1:5             | Mixto EC                | 1:2      | 0:3       |
| Internacional            | 1:7             | Pinheirense EC          | 0:1      | 1:6       |
| SE Tiradentes            | 4:1             | Fortaleza EC            | 3:0      | 1:1       |
| Sociedade Boca Júnior FC | 0:6             | Acadêmica Vitória       | 0:6      | ---       |
| Botafogo FC (PB)         | 4:0             | Potiguar EC             | 3:0      | 1:0       |
| EC Alagoas               | 02:10           | São Francisco EC        | 2:10     | ---       |
| AA Atenas                | 1:4             | Aliança FC              | 1:3      | 0:1       |
| AER Iguaçu               | 0:7             | Santos FC               | 0:7      | ---       |
| AE Kindermann            | 10:00           | GEPOL                   | 8:0      | 2:0       |
| Foz Cataratas FC         | 8:0             | Guaíba FC               | 5:0      | 3:0       |
| ASCOOP                   | 6:4             | Atlético Mineiro        | 4:1      | 2:3       |
| EC Comercial             | 0:3             | AA Francana             | 0:3      | ---       |
| Vila Nova FC             | 00:10           | CEPE-Duque de Caxias FC | 0:10     | ---       |
| Volta Redonda FC1        | 2:2             | Botucatu FC1            | 1:0      | 1:2       |

1 Volta Redonda FC wegen des Einsatzes von nichtgemeldeten Spielerinnen disqualifiziert wurden.

## Zweite Runde
Spielaustragungen zwischen dem 9. und 16. September 201011.
|                         | Gesamt          |                   | Hinspiel | Rückspiel |
| ----------------------- | --------------- | ----------------- | -------- | --------- |
| Atlético Roraima        | 0:6             | São Raimundo EC   | 0:3      | 0:3       |
| Mixto EC                | 4:1             | Pinheirense EC    | 0:0      | 4:1       |
| SE Tiradentes           | 3:5             | Acadêmica Vitória | 3:0      | 0:5       |
| Botafogo FC (PB)        | 2:4             | São Francisco EC  | 2:1      | 0:3       |
| Aliança FC              | 00:14           | Santos FC         | 0:6      | 0:8       |
| AE Kindermann           | 2:3             | Foz Cataratas FC  | 0:0      | 2:3       |
| ASCOOP                  | 2:1             | AA Francana       | 1:1      | 1:0       |
| CEPE-Duque de Caxias FC | 3:3 (4:3 i. E.) | Botucatu FC       | 2:1      | 1:2       |

1 Die Spiele zwischen Duque de Caxias und Botucatu konnten erst am 23. und 30. September 2010 ausgetragen werden, nachdem er Einspruch von Volta Redonda FC gegen seine Disqualifikation sportgerichtlich bestätigt wurde.

## Viertelfinale
Spielaustragungen zwischen dem 23. und 30. September 201011.
|                  | Gesamt |                         | Hinspiel | Rückspiel |
| ---------------- | ------ | ----------------------- | -------- | --------- |
| Mixto EC         | 3:2    | São Raimundo EC         | 2:1      | 1:1       |
| São Francisco EC | 3:2    | Acadêmica Vitória       | 1:0      | 2:2       |
| Foz Cataratas FC | 2:1    | Santos FC               | 1:1      | 1:0       |
| ASCOOP           | 1:2    | CEPE-Duque de Caxias FC | 1:1      | 0:1       |

1 Die Begegnungen zwischen Duque de Caxias und ASCOOP wurden am 7. und 14. Oktober 2010 ausgetragen.

## Halbfinale
Spielaustragungen zwischen dem 22. und 26. November 2010.
|                  | Gesamt |                         | Hinspiel | Rückspiel |
| ---------------- | ------ | ----------------------- | -------- | --------- |
| Mixto EC         | 01:10  | CEPE-Duque de Caxias FC | 1:5      | 0:5       |
| São Francisco EC | 3:4    | Foz Cataratas FC        | 2:1      | 1:3       |

## Finale

### Hinspiel
| Foz Cataratas FC                                   | Foz Cataratas FC | CEPE-Duque de Caxias FC                                                                                              | CEPE-Duque de Caxias FC |
| -------------------------------------------------- | --- | --- | ----------------------- |
| Foz Cataratas FC                                   | \| 1. Dezember 2010 in Foz do Iguaçu (Estádio do ABC) \| \| Ergebnis: 2:1 (1:0) \| \| Schiedsrichter: João Lupato \| | \| 1. Dezember 2010 in Foz do Iguaçu (Estádio do ABC) \| \| Ergebnis: 2:1 (1:0) \| \| Schiedsrichter: João Lupato \| | CEPE-Duque de Caxias FC |
| Foz Cataratas FC                                   | Cheftrainer: Gezi Damaceno                                                                                           | Cheftrainer: Edson Galdino                                                                                           | CEPE-Duque de Caxias FC |
| Foz Cataratas FC                                   | 1:0 Estér (12.) 2:1 Rafinha (74.)                                                                                    | 1:1 Raquel (63.) | CEPE-Duque de Caxias FC |
| 1. Dezember 2010 in Foz do Iguaçu (Estádio do ABC) | | |                         |
| Ergebnis: 2:1 (1:0)                                | | |                         |
| Schiedsrichter: João Lupato                        | | |                         |

### Rückspiel

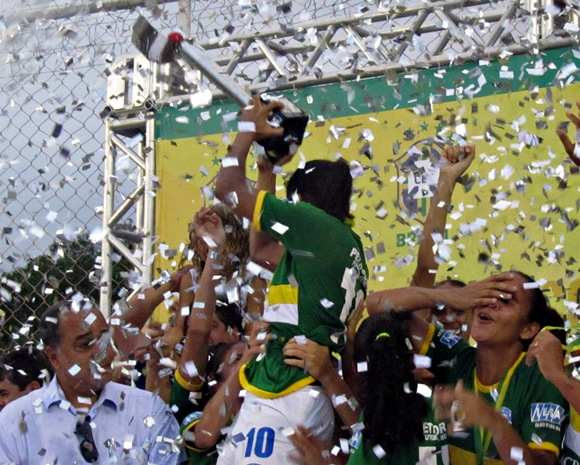
Pokalübergabe an Caxias

| CEPE-Duque de Caxias FC                                              | CEPE-Duque de Caxias FC | Foz Cataratas FC | Foz Cataratas FC |
| -------------------------------------------------------------------- | --- | --- | ---------------- |
| CEPE-Duque de Caxias FC                                              | \| 4. Dezember 2010 in Duque de Caxias (Estádio Romário de Souza Faria) \| \| Ergebnis: 1:0 (1:0) \| \| Schiedsrichter: Janaína Geralda da Costa \| | \| 4. Dezember 2010 in Duque de Caxias (Estádio Romário de Souza Faria) \| \| Ergebnis: 1:0 (1:0) \| \| Schiedsrichter: Janaína Geralda da Costa \| | Foz Cataratas FC |
| CEPE-Duque de Caxias FC                                              | Cheftrainer: Edson Galdino | Cheftrainer: Gezi Damaceno | Foz Cataratas FC |
| CEPE-Duque de Caxias FC                                              | 1:0 Kelly Cristina (25.) | | Foz Cataratas FC |
| 4. Dezember 2010 in Duque de Caxias (Estádio Romário de Souza Faria) | | |                  |
| Ergebnis: 1:0 (1:0)                                                  | | |                  |
| Schiedsrichter: Janaína Geralda da Costa                             | | |                  |

## Beste Torschützin
| Rang | Spieler                | Klub               | Tore |
| ---- | ---------------------- | ------------------ | ---- |
| 1.   | Raquel Lopes de Farias | Duque de Caxias FC | 9    |

## Gesamtklassement

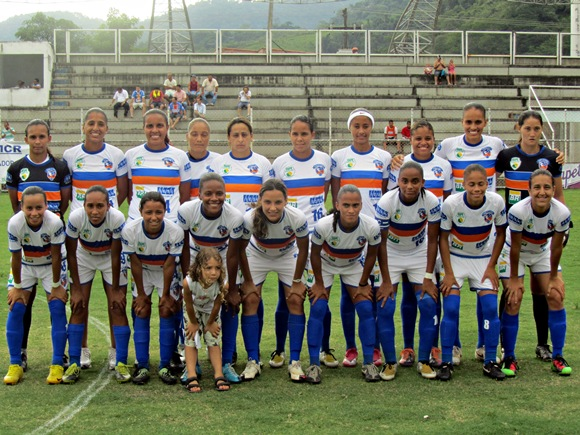
Die Meistermannschaft

Die Tabelle diente lediglich zur Feststellung der Platzierung der einzelnen Mannschaften im Wettbewerb. Vorrangiges Kriterium in der Sortierung hat das Erreichen der jeweiligen Runde. Darauf folgen:
1. Anzahl Punkte
2. Anzahl Siege
3. Tordifferenz
4. Anzahl erzielter Tore
5. Direkter Vergleich

| Pl. | Verein                   | Sp. | S | U | N | Tore    | Diff. | Punkte |
| --- | ------------------------ | --- | - | - | - | ------- | ----- | ------ |
| 1.  | CEPE-Duque de Caxias FC  | 9   | 6 | 1 | 2 | 027:700 | +20   | 19     |
| 2.  | Foz Cataratas FC         | 10  | 6 | 2 | 2 | 019:800 | +11   | 20     |
| 3.  | Mixto EC                 | 8   | 4 | 2 | 2 | 013:140 | −1    | 14     |
| 4.  | São Francisco EC         | 7   | 4 | 1 | 2 | 020:100 | +10   | 13     |
| 5.  | Santos FC                | 5   | 3 | 1 | 1 | 022:200 | +20   | 10     |
| 6.  | São Raimundo EC          | 5   | 3 | 1 | 1 | 013:400 | +9    | 10     |
| 7.  | ASCOOP                   | 6   | 2 | 2 | 2 | 009:700 | +2    | 08     |
| 8.  | Acadêmica Vitória        | 5   | 2 | 1 | 2 | 013:600 | +7    | 07     |
| 9.  | Botafogo FC (PB)         | 4   | 3 | 0 | 1 | 006:400 | +2    | 09     |
| 10. | AE Kindermann            | 4   | 2 | 1 | 1 | 012:300 | +9    | 07     |
| 11. | Pinheirense EC           | 4   | 2 | 1 | 1 | 008:500 | +3    | 07     |
| 12. | SE Tiradentes            | 4   | 2 | 1 | 1 | 007:600 | +1    | 07     |
| 13. | Botucatu FC              | 4   | 2 | 0 | 2 | 005:500 | ±0    | 06     |
| 14. | Aliança FC               | 4   | 2 | 0 | 2 | 004:150 | −11   | 06     |
| 15. | AA Francana              | 3   | 1 | 1 | 1 | 004:200 | +2    | 04     |
| 16. | Atlético Roraima         | 4   | 1 | 0 | 3 | 002:800 | −6    | 03     |
| 17. | Volta Redonda FC         | 2   | 1 | 0 | 1 | 002:200 | ±0    | 03     |
| 17. | Oratório RC              | 2   | 1 | 0 | 1 | 002:200 | ±0    | 03     |
| 19. | Atlético Mineiro         | 2   | 1 | 0 | 1 | 004:600 | −2    | 03     |
| 20. | Fortaleza EC             | 2   | 0 | 1 | 1 | 001:400 | −3    | 01     |
| 21. | EC Comercial             | 1   | 0 | 0 | 1 | 000:300 | −3    | 0      |
| 22. | Sociedade Boca Júnior FC | 2   | 0 | 1 | 1 | 001:500 | −4    | 01     |
| 23. | AA Atenas                | 2   | 0 | 0 | 2 | 001:400 | −3    | 0      |
| 24. | AD Amazônia              | 1   | 0 | 0 | 1 | 001:500 | −4    | 0      |
| 25. | SC Genus                 | 2   | 0 | 0 | 2 | 001:500 | −4    | 0      |
| 26. | Potiguar EC              | 2   | 0 | 0 | 2 | 000:400 | −4    | 0      |
| 27. | Internacional            | 2   | 0 | 0 | 2 | 001:700 | −6    | 0      |
| 28. | AER Iguaçu               | 1   | 0 | 0 | 1 | 000:700 | −7    | 0      |
| 29. | EC Alagoas               | 1   | 0 | 0 | 1 | 002:100 | −8    | 0      |
| 30. | Guaíba FC                | 2   | 0 | 0 | 2 | 000:800 | −8    | 0      |
| 31. | Vila Nova FC             | 1   | 0 | 0 | 1 | 000:100 | −10   | 0      |
| 32. | GEPOL                    | 2   | 0 | 0 | 2 | 000:100 | −10   | 0      |

## Weblink
- www.rsssfbrasil.com – Saisonstatistik Copa do Brasil Feminino 2010. (englisch)